# Gogukcheon de Goguryeo
Rey Gogukcheon de Goguryeo (murió en 197, r. 179–197) fue el noveno gobernante de Goguryeo, uno de los Tres Reinos de Corea.

## Biografía
Gogukcheon fue el segundo hijo del rey, Sindae. Aunque su hermano mayor, Go Balgi (고발기) era el heredero principal, los vasallos reales apoyaron a Gogukcheon, coronándose en 176.
En 180, Gogukcheon se casó con Lady U, una hija de U So que pertenecía a la facción de Jena(en hangul:제나부) (una de las cinco facciones existentes). Goguryeo mantenía cinco bu (facción), que representaban a las cinco tribus más poderosas desde la fundación. En el proceso de buscar un equilibrio entre ellos, Gogukcheon estableció cinco distritos distintos para cada fuerza en la capital. 
En 184, Gogukcheon envió su heredero, Gye-su a Liaodong a fin de rechazar las fuerzas chinas (dinastía Han) y en 184 el rey directamente capitaneó la expedición, soportando los ataques. Lanzó contraataques para sofocar una serie de rebeliones de los nobles, notablemente en 191.
Su ingente labor fue la selección de unas personas capacitadas para los puestos de gobierno. El nuevo sistema facilitaba un nombramiento de los talentos desconocidos en torno a Goguryeo. La figura más típica fue Eul pa-so que ascendió a primer ministro.
El libro coreano, Samguk Sagi cuenta otro gran logro del rey, llamado Jindaebeop, la ley Jindae (en hangul:진대법) Gogukcheon fue de caza un día de 194, y encontró una aldea hambrienta. Dando sus vestidos y algo de comida a uno de los aldeanos, el rey sintió que el hambre de su gente era responsabilidad del Rey. En 194, Gogukcheon comenzó un proyecto nacional de mejorar la calidad de las vidas de sus labradores y arrendatarios, estableciendo la Ley Jindae 
(literalmente significa prestar unos granos), un sistema de préstamo de grano a los labradores pobres en caso de la sequía rigurosa o desastre. Esto permitió a los labradores pedir prestados los cereales desde marzo hasta julio y pagar la deuda en octubre. El sistema continuaba su función en torno a la historia coreana como "Hwangok" durante el periodo Joseon.
Se dice que Lady U, la reina de Gogukcheon no anunció la muerte del rey y conservo su posición para casarse con su hermano menor, el próximo rey Sansang. Su título póstumo deriva del barrio de su entierro, Gogukcheon-won (고국천원).